# NBA All-Star Game 2009
Das NBA All-Star Game 2009 fand am 15. Februar in Phoenix statt. Das 58. All-Star Game wurde im US Airways Center ausgetragen, der Heimstätte der Phoenix Suns, des ortsansässigen NBA-Teams. Phoenix war neben Toronto, New York, Oakland und Milwaukee Anwärter für die Austragung der Veranstaltung für das Jahr 2009 und durfte das Basketball-Spektakel nach 1975 und 1995 zum dritten Mal austragen.
Die Mannschaft der Western Conference gewann das Spiel mit 146:119. Die Trophäe des „Wertvollsten Spielers“ teilten sich Kobe Bryant und Shaquille O’Neal.

## All-Star Game

### Kader
| Pos.          | Spieler       | Mannschaft          | Teilnahme | Stimmen   |
| Starter       | Starter       | Starter             | Starter   | Starter   |
| ------------- | ------------- | ------------------- | --------- | --------- |
| PG            | Allen Iverson | Detroit Pistons     | 10.       | 1 804 649 |
| SG            | Dwyane Wade   | Miami Heat          | 5.        | 2 741 413 |
| SF            | LeBron James  | Cleveland Cavaliers | 5.        | 2 940 823 |
| PF            | Kevin Garnett | Boston Celtics      | 12.       | 2 066 833 |
| C             | Dwight Howard | Orlando Magic       | 3.        | 3 150 181 |
| Ersatzspieler |               |                     |           |           |
| PG            | Devin Harris  | New Jersey Nets     | 1.        | -         |
| PG            | Mo Williams * | Cleveland Cavaliers | 1.        | -         |
| SG            | Ray Allen **  | Boston Celtics      | 9.        | -         |
| SG            | Joe Johnson   | Atlanta Hawks       | 3.        | -         |
| SF            | Paul Pierce   | Boston Celtics      | 7.        | -         |
| SF            | Danny Granger | Indiana Pacers      | 1.        | -         |
| PF            | Rashard Lewis | Orlando Magic       | 2.        | -         |

* Mo Williams ersetzte den verletzten Chris Bosh für das Eastern-Conference Team.
** Ray Allen ersetzte den verletzten Jameer Nelson für das Eastern-Conference Team.

### Trainer
Die Trainer waren Phil Jackson von den Los Angeles Lakers für die Western Conference Mannschaft und Mike Brown von den Cleveland Cavaliers für die Eastern Conference Mannschaft.

### Nationalhymne
Die amerikanische Nationalhymne wurde vor Spielbeginn von der Sängerin und American-Idol-Gewinnerin Jordin Sparks gesungen.

### Halbzeitpause
In der Halbzeitpause des All-Star Games traten R&B-Sänger John Legend und Latino-Sänger Juanes auf.

### Statistiken
|            | POS | MIN   | FGM-A | 3PM-A | FTM-A | OFF | DEF | TOT | AST | PF | ST | TO | BS | BA | PTS |
| ---------- | --- | ----- | ----- | ----- | ----- | --- | --- | --- | --- | -- | -- | -- | -- | -- | --- |
| L. James   | F   | 26:50 | 8-19  | 2-5   | 2-2   | 0   | 5   | 5   | 3   | 0  | 0  | 3  | 0  | 0  | 20  |
| K. Garnett | F   | 18:52 | 5-5   | 0-0   | 2-2   | 2   | 2   | 4   | 2   | 0  | 0  | 2  | 0  | 0  | 12  |
| D. Howard  | C   | 27:30 | 5-11  | 0-2   | 3-5   | 3   | 6   | 9   | 0   | 3  | 1  | 1  | 3  | 2  | 13  |
| A. Iverson | G   | 15:39 | 1-4   | 0-0   | 0-0   | 0   | 1   | 1   | 3   | 1  | 1  | 1  | 0  | 0  | 2   |
| D. Wade    | G   | 26:39 | 6-13  | 2-6   | 4-7   | 2   | 0   | 2   | 5   | 2  | 3  | 0  | 0  | 0  | 18  |
| J. Johnson |     | 21:38 | 0-4   | 0-3   | 0-0   | 0   | 0   | 0   | 0   | 0  | 0  | 5  | 0  | 1  | 0   |
| D. Harris  |     | 17:06 | 3-6   | 0-1   | 0-0   | 1   | 0   | 1   | 0   | 0  | 0  | 0  | 0  | 1  | 6   |
| P. Pierce  |     | 19:39 | 6-11  | 1-5   | 5-6   | 1   | 3   | 4   | 2   | 3  | 2  | 1  | 0  | 0  | 18  |
| R.Allen    |     | 18:12 | 4-10  | 0-3   | 0-0   | 1   | 2   | 3   | 1   | 0  | 0  | 1  | 0  | 0  | 8   |
| R. Lewis   |     | 20:30 | 3-6   | 1-4   | 1-2   | 1   | 5   | 6   | 0   | 3  | 0  | 1  | 0  | 0  | 8   |
| D.Granger  |     | 10:43 | 1-1   | 0-0   | 0-0   | 1   | 0   | 1   | 0   | 0  | 2  | 1  | 0  | 0  | 2   |
| M.Williams |     | 16:42 | 5-10  | 2-5   | 0-0   | 1   | 1   | 2   | 5   | 0  | 0  | 2  | 0  | 0  | 12  |

|               | POS | MIN   | FGM-A | 3PM-A | FTM-A | OFF | DEF | TOT | AST | PF | ST | TO | BS | BA | PTS |
| ------------- | --- | ----- | ----- | ----- | ----- | --- | --- | --- | --- | -- | -- | -- | -- | -- | --- |
| A. Stoudemire | F   | 24:36 | 7-10  | 0-0   | 5-6   | 3   | 3   | 6   | 0   | 1  | 0  | 2  | 0  | 0  | 19  |
| T. Duncan     | F   | 18:01 | 3-5   | 0-0   | 0-0   | 0   | 3   | 3   | 2   | 1  | 1  | 2  | 1  | 0  | 6   |
| M. Yao        | C   | 12:23 | 1-4   | 0-0   | 0-0   | 0   | 3   | 3   | 0   | 2  | 0  | 1  | 1  | 1  | 2   |
| K. Bryant     | G   | 29:14 | 12-23 | 3-8   | 0-0   | 1   | 3   | 4   | 4   | 0  | 4  | 1  | 0  | 1  | 27  |
| C. Paul       | G   | 29:14 | 7-14  | 0-1   | 0-0   | 1   | 6   | 7   | 14  | 4  | 3  | 1  | 0  | 1  | 14  |
| P. Gasol      |     | 16:55 | 5-7   | 0-0   | 4-4   | 2   | 6   | 8   | 1   | 2  | 1  | 0  | 1  | 0  | 14  |
| S. O’Neal     |     | 10:56 | 8-9   | 0-0   | 1-4   | 4   | 1   | 5   | 3   | 1  | 0  | 2  | 1  | 0  | 17  |
| D. Nowitzki   |     | 14:05 | 3-5   | 0-0   | 2-2   | 0   | 1   | 1   | 1   | 0  | 0  | 0  | 0  | 0  | 8   |
| B. Roy        |     | 31:10 | 7-8   | 0-0   | 0-0   | 0   | 5   | 5   | 5   | 2  | 0  | 0  | 0  | 0  | 14  |
| C. Billups    |     | 19:09 | 2-5   | 1-3   | 0-0   | 0   | 2   | 2   | 3   | 2  | 1  | 3  | 0  | 0  | 5   |
| T. Parker     |     | 20:08 | 7-11  | 0-2   | 0-0   | 0   | 4   | 4   | 4   | 0  | 2  | 2  | 0  | 0  | 14  |
| D. West       |     | 14:09 | 3-5   | 0-0   | 0-0   | 1   | 2   | 3   | 0   | 2  | 1  | 0  | 0  | 0  | 6   |

## All-Star Weekend
Bereits vor dem eigentlichen All-Star Game finden kleinere Veranstaltungen und Wettbewerbe statt. Die jeweiligen Sieger sind hervorgehoben:

### T-Mobile USRookie Challenge
| Pos. | Spieler         | Mannschaft            |
| ---- | --------------- | --------------------- |
| PG   | Rodney Stuckey  | Detroit Pistons       |
| PG   | Aaron Brooks    | Houston Rockets       |
| SF   | Wilson Chandler | New York Knicks       |
| SF   | Kevin Durant    | Oklahoma City Thunder |
| SF   | Al Thornton     | Los Angeles Clippers  |
| PF   | Luis Scola      | Houston Rockets       |
| PF   | Jeff Green      | Oklahoma City Thunder |
| PF   | Thaddeus Young  | Philadelphia 76ers    |
| C    | Al Horford      | Atlanta Hawks         |

* Greg Oden konnte verletzungsbedingt nicht teilnehmen.
Kevin Durant wurde der Rookie Challenge MVP. Er machte 46 Punkte und brach damit den im Jahr 2004 aufgestellten Rekord von Amar'e Stoudemire (36 Punkte).

### SpriteSlam Dunk Contest
| Pos. | Spieler        | Mannschaft             | Größe  | Gewicht  |
| ---- | -------------- | ---------------------- | ------ | -------- |
| C    | Dwight Howard  | Orlando Magic          | 2,11 m | 120,2 kg |
| PG   | Nate Robinson  | New York Knicks        | 1,75 m | 81,6 kg  |
| SF   | J. R. Smith *  | Denver Nuggets         | 1,98 m | 99,8 kg  |
| SG   | Rudy Fernández | Portland Trail Blazers | 1,98 m | 83,9 kg  |

* J. R. Smith ersetzte den verletzten Rudy Gay.
Nate Robinson setzte sich im Finale knapp mit 52 % aller Fan-Stimmen (SMS-Voting) gegen Vorjahressieger Dwight Howard durch.
Die Fans wählten den vierten Teilnehmer aus einer Auswahl bestehend aus Joe Alexander von den Milwaukee Bucks, Rudy Fernández von den Portland Trail Blazers, und Russell Westbrook von den Oklahoma City Thunder. Am 18. Januar 2009 wurde bekannt, dass Rudy Fernández für den Slam Dunk Contest teilnehmen darf.

### PlayStationSkills Challenge
| Spieler       | Mannschaft          | Größe  | Gewicht |
| ------------- | ------------------- | ------ | ------- |
| Devin Harris  | New Jersey Nets     | 1,91 m | 84 kg   |
| Mo Williams * | Cleveland Cavaliers | 1,85 m | 86 kg   |
| Tony Parker   | San Antonio Spurs   | 1,88 m | 82 kg   |
| Derrick Rose  | Chicago Bulls       | 1,91 m | 86 kg   |

* Mo Williams ersetzte den verletzten Jameer Nelson.

### Foot LockerThree-Point Shootout
| Spieler       | Mannschaft        | 3er-Durchschnitt Saison '08-09 * | 3er Karriere-Durchschnitt * |
| ------------- | ----------------- | -------------------------------- | --------------------------- |
| Mike Bibby    | Atlanta Hawks     | 40,9 %                           | 37,4 %                      |
| Daequan Cook  | Miami Heat        | 41,0 %                           | 37,2 %                      |
| Danny Granger | Indiana Pacers    | 40,1 %                           | 39,1 %                      |
| Jason Kapono  | Toronto Raptors   | 41,9 %                           | 45,6 %                      |
| Rashard Lewis | Orlando Magic     | 41,9 %                           | 39,3 %                      |
| Roger Mason   | San Antonio Spurs | 45,0 %                           | 39,9 %                      |

* Stand: 3. Februar 2009

### HaierShooting Stars Competition
| Stadt       | Spieler         | Mannschaft                 | 1. Runde | 2. Runde |
| ----------- | --------------- | -------------------------- | -------- | -------- |
| Detroit     | Arron Afflalo   | Detroit Pistons            |          | 58.4     |
| Detroit     | Katie Smith     | Detroit Shock              |          | 58.4     |
| Detroit     | Bill Laimbeer   | Detroit Pistons (ehem.)    |          | 58.4     |
| Phoenix     | Leandro Barbosa | Phoenix Suns               |          | 1:19     |
| Phoenix     | Tangela Smith   | Phoenix Mercury            |          | 1:19     |
| Phoenix     | Dan Majerle     | Phoenix Suns (ehem.)       |          | 1:19     |
| San Antonio | Tim Duncan      | San Antonio Spurs          | 1:06     |          |
| San Antonio | Becky Hammon    | San Antonio Silver Stars   | 1:06     |          |
| San Antonio | David Robinson  | San Antonio Spurs (ehem.)  | 1:06     |          |
| Los Angeles | Derek Fisher    | Los Angeles Lakers         | 1:16     |          |
| Los Angeles | Lisa Leslie     | Los Angeles Sparks         | 1:16     |          |
| Los Angeles | Michael Cooper  | Los Angeles Lakers (ehem.) | 1:16     |          |

Die Teams bestehend aus je einem aktuellen, einem ehemaligen NBA-Spieler und einer aktuellen WNBA-Spielerin, treten im Wurfwettbewerb gegeneinander an.

### H-O-R-S-EChallenge
| Spieler      | Mannschaft            | Größe  | Gewicht |
| ------------ | --------------------- | ------ | ------- |
| O. J. Mayo   | Memphis Grizzlies     | 1,93 m | 95 kg   |
| Joe Johnson  | Atlanta Hawks         | 2,01 m | 108 kg  |
| Kevin Durant | Oklahoma City Thunder | 2,06 m | 97 kg   |

H-O-R-S-E ist ein Spiel, dessen Ziel es ist, die Aktionen seiner Gegner erfolgreich nachzumachen.